# Київський вантажний тролейбус
Ки́ївський ванта́жний троле́йбус (КТГ) — марка вантажних тролейбусів (тролейвозів), що вироблялися на Київському заводі електротранспорту у 1978–1993 роках. Усього виготовлено понад 719 машин КТГ різних модифікацій, що використовуються у 80 містах пострадянського простору, близько 140 із них перебувають на території України, хоча більшість із них списано: нині не працюють через значну застарілість, серйозні технічні проблеми або непотрібність.

## Історія
Проект випуску вантажних тролейбусів у Києві відносять приблизно до 1972 року. Прикладом послугував Ярославський моторний завод, що свого часу випускав тролейбуси марки «ЯТБ вантажний» із кузовами закритого вагонного типу та, в одній з модифікацій, із відкритим кузовом.
Серійно тролейбуси КТГ почали випускатися з 1975 року, набувши найбільшої популярності у містах Радянського Союзу, таких як Москва (нині 24 машини), Чебоксари, Алмати, Київ, Донецьк. Протягом 1980-х були створені нові моделі — КТГ-2 (1980), КТГ-4 (1982) та КТГ-6 (1984), призначені для поливу автошляхів водою, вантажних цілей, ремонту доріг, контактних мереж або несправних пасажирських тролейбусів.
З 1990-х років виробництво КТГ припиняється через непотрібність цих машин і їх застарілість. Додатковою причиною припинення виробництва стала і заміна вантажних тролейбусів вантажівками техобслуговування, які вільніше пересувалися, не були обмежені контактними мережами. А в 2000-них роках КТГ використовуються епізодично: часто списуються через застарілість (деяким з них понад 30 років), або простоюють у тролейбусних депо, зрідка виїжджаючи на виклик.

## Моделі та модифікації КТГ

### КТГ-1
Це 9-метровий вантажний тролейбус із кузовом вагонного типу, що випускався на Київському заводі електротранспорту у 1975–1991 роках.
Основним його призначенням було надання технічної допомоги зламаним пасажирським тролейбусам, проте він міг виконувати і простіші функції — наприклад, бути складом для продуктів харчування або підвозити легкі товари до магазинів.

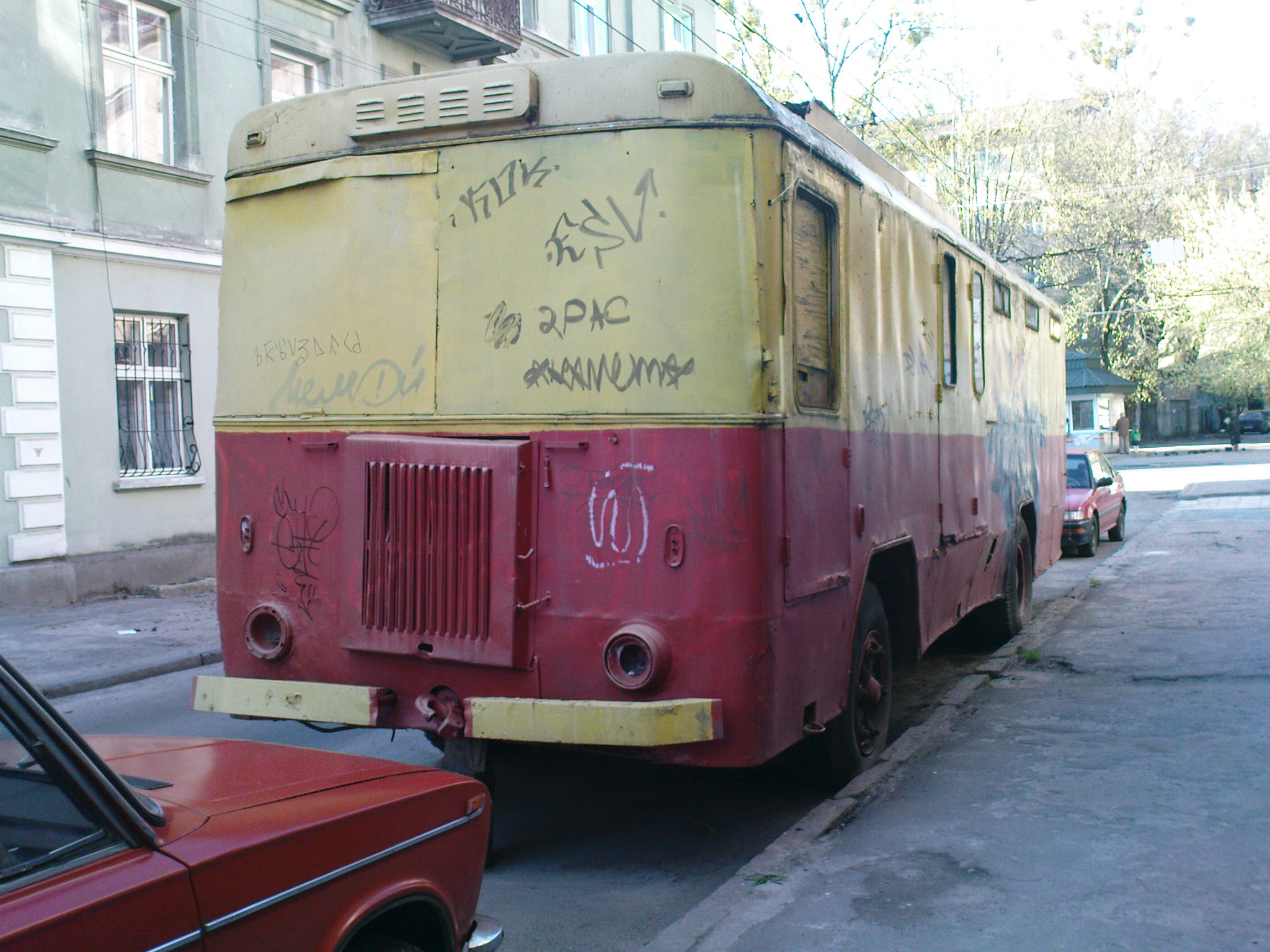
Списаний КТГ-1. Львів, квітень 2009 року.

Як і більшість вантажних тролейбусів, ця модель має два незалежних двигуна, електродвигун постійного струму, та дизельний двигун, об'єднаних через трансмісію. 
Кабіна водія повністю відокремлена від багажного відсіку, у ній є два сидіння. Панель приладів невелика. На ній встановлено спідометр (остання позначка на ньому — «60 км/год»), вольтметр робочої напруги, ввімкнення/вимкнення фар, перемикач повороту і кнопка очищення скла склоочисниками. Двері відчиняються вручну як у вантажівці. У вагоні розміщені дві секції сидінь для робітників і пасажирів, одночасно тут може перебувати до 8 чоловік. Також тут зазвичай зберігається обладнання для ремонту. Двері назовні розташовані з лівого боку тролейбуса (вони вмонтовані для вивантаження великогабаритного обладнання). З лівого боку розташовано також паливний бак. Його місткість — 150 літрів. Максимальна швидкість тролейбуса — 65 км/год (лише від електричного двигуна).
Часто такі тролейбуси розфарбовувалися як стандарті технічні машини — у яскраві жовтий і червоний кольори. Тролейбус має лише 8 габаритних вогнів — дві фари середньої потужності спереду і 6 фар ззаду.
Робоча напруга  — 600 вольт.
Станом на 2016 рік в Україні таких тролейбусів КТГ-1 40 штук, але більша частина таких тролейбусів розкомплектована або у неробочому стані.

### КТГ-2
Вироблявся на Київському заводі електротранспорту у 1980–1993 роках. Має відкритий кузов напівфургонного типу (така конструкція призначена для перевезення негабаритних і довгих вантажів, наприклад, дощок, дверей). Ці машини непридатні для зберігання продуктів харчування.

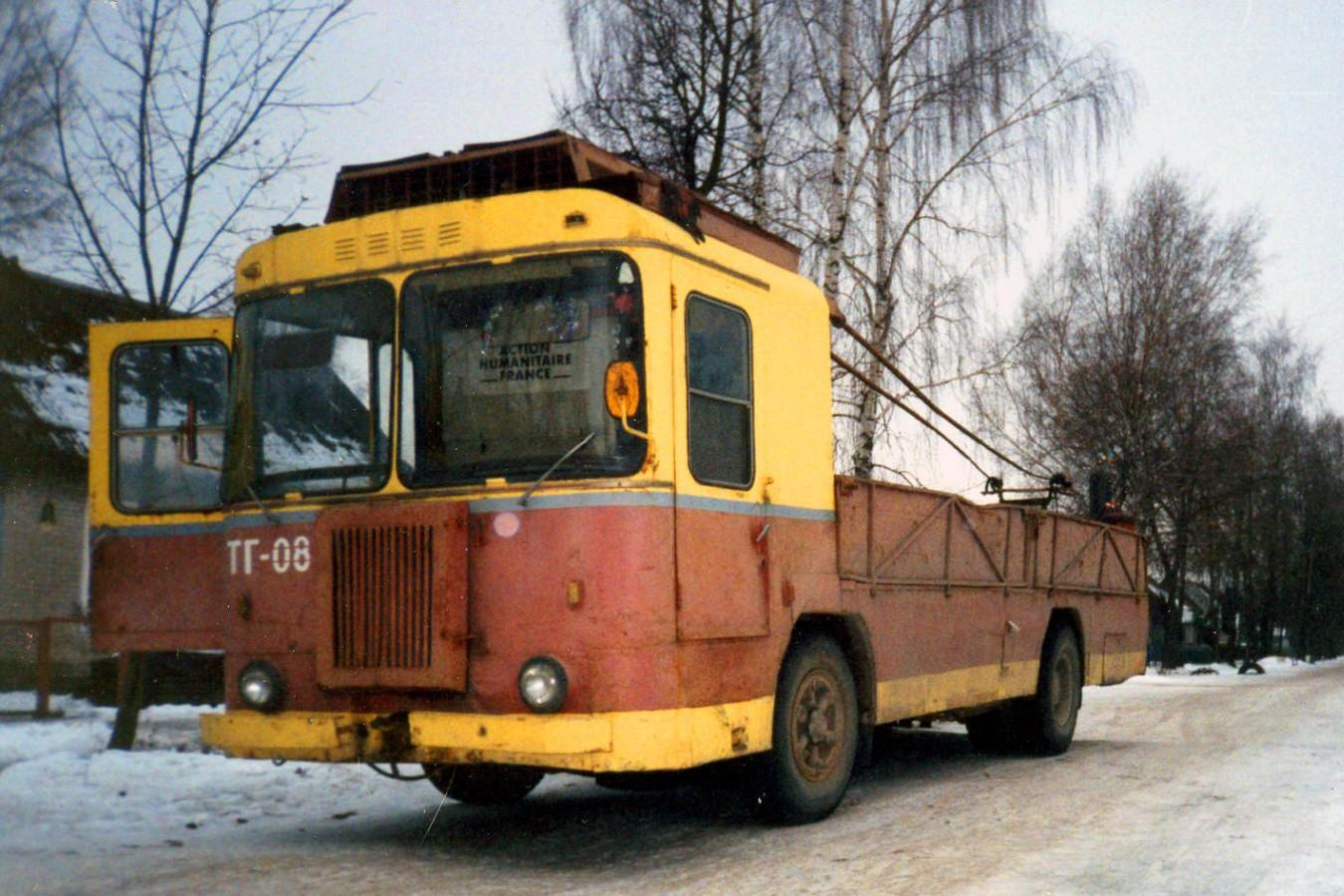
Тролейбус КТГ-2 з демонтованими штангами. Брянськ, 2005 рік.

Найчастіше КТГ-2 використовуються для буксування на жорсткому зчепленні пасажирських тролейбусів і мають більшу швидкість пересування, ніж КТГ-1 — 55-60 км/год.
Окрім відкритого кузова, КТГ-2 майже нічим не відрізняється за технічними характеристиками від попередника КТГ-1. Довжина тролейбуса — 9,2 м, ширина — 2,3 м, висота — 3,1 м. Штанги тролейбуса стали довшими, ніж у КТГ-1 через кріплення їх до кабіни. Їхня довжина сягає до 10 метрів. Тролейбус також має дизельний двигун, при роботі якого розвиває швидкість до 70 км/год . Витрати палива становлять 40 літрів на 100 кілометрів.
В Україні 37 таких тролейбусів, із них 21 — списаний. Найбільше тролейбусів КТГ-2 було у Вінниці та у Донецьку — по 5. У Вінниці усі 5 списано, у Донецьку 4 перебувають у робочому стані. КТГ-2 також розповсюджені у містах Росії: Москві, Санкт-Петербурзі, Орлі, Саратові, Брянську, Пермі, Таганрозі, Воронежі, Чебоксарах.
До міста Йошкар-Оли тролейбус КТГ-2 випуску 1986 року був поставлений під номером «ТГ № 14», проте тривалий час не використовувався. Потім йому обрізали штанги і зробили з нього звичайну відкриту вантажівку і надали автомобільний номер. Тролейбус-вантажівка мав сильно деградовану підвіску і низьку швидкість, через що отримав прізвисько «колоша». Згодом воно перейшло і на інші КТГ-2. Нині він і досі курсує містом, бував у Новочебоксарську та Нижньому Новгороді.

### КТГ-4
Випускався на Київському заводі електротранспорту у 1982–1992 роках. Це перший з КТГ, що має відкриті та великі вікна, він розрахований для перевезення дев'яти пасажирів. Сидіння розташовані так, як і у пасажирському автобусі. Машина не обладнана для перевезення стоячих пасажирів. Кабіна водія не відокремлена від салону. Тролейбус не розрахований на перевезення вантажів. Його функції — працювати як рухома їдальня або магазин для робітників. КТГ-4 став мобільнішим і швидшим за попередників — він витрачає менше палива у режимі роботи на дизельному двигуні; його максимальна швидкість на контактних мережах — 60 км/год, у дизельному режимі — 70 км/год. Ці тролейбуси також використовуються для зберігання продуктів у холодильниках і підігріву їжі на портативній плиті (яку при потребі можна виносити назовні).
В Україні тепер 5 тролейбусів КТГ-4, з яких 1 списано. 1 тролейбус перебуває у Мінську.

### КТГ-6

КТГ-6 у депо, Одеса, травень 2008 року.

Випускався у 1984–1993 роках на Київському заводі електротранспорту.
Основна функція цього тролейбуса — поливати автошляхи водою, адже ця модель обладнана під поливомийну. Також застосовується як тролейбус техдопомоги і буксирувальник. Тролейбус має двомісний оновлений салон (зокрема, оновлені крісла водія і пасажирів) і бак для води приблизно на 1000 літрів. Має ЛАЗівський кулер «Bosch». Максимальна швидкість у режимі електромотора — 55 км/год, у режимі на дизельному двигуні — 70 км/год.
Такі тролейбуси серійно не випускалися, і єдині зразки даної моделі працюють в Одесі під номерами ПМТ-1 і ПМТ-2 (акр. Поливомийний тролейбус).. Одна модель КТГ-6 перебуває у Вінниці у непрацюючому стані під порядковим номером  «ПМТ».

### Інші модифікації КТГ
- КТГ-5 — вантажний тролейбус техдопомоги та технічного огляду контактних мереж, за конструкцією подібний до КТГ-1. Пофарбований у «технічні» кольори, іноді на ньому написано «Техдопомога».
- КТГ-7 — вантажний тролейбус, зроблений за принципом сідельного тягача, серійно не вироблявся. Один, списаний, перебуває у Львові.
- КТГ-8 — тролейвоз-рефрижератор.
- КТГ-9 — тролейвоз-самоскид, зроблений на кшталт дизель-тролейвоза.

## Статистика використання
| Використання вантажних тролейбусів КТГ у країнах пострадянського простору | Використання вантажних тролейбусів КТГ у країнах пострадянського простору | Використання вантажних тролейбусів КТГ у країнах пострадянського простору | Використання вантажних тролейбусів КТГ у країнах пострадянського простору | Використання вантажних тролейбусів КТГ у країнах пострадянського простору | Використання вантажних тролейбусів КТГ у країнах пострадянського простору | Використання вантажних тролейбусів КТГ у країнах пострадянського простору |
| ------------------------------------------------------------------------- | ------------------------------------------------------------------------- | ------------------------------------------------------------------------- | ------------------------------------------------------------------------- | ------------------------------------------------------------------------- | ------------------------------------------------------------------------- | ------------------------------------------------------------------------- |
| Країна                                                                    | Місто                                                                     | Кількість КТГ-1 (списано)                                                 | Кількість КТГ-2 (списано)                                                 | Кількість КТГ-4 (списано)                                                 | Кількість КТГ-6 (списано)                                                 | Загальна кількість                                                        |
| Білорусь                                                                  | Мінськ                                                                    | 7 (2)                                                                     | 1                                                                         | 1                                                                         |                                                                           | 9 (2)                                                                     |
| Грузія                                                                    | Сухумі                                                                    | 1 (1)                                                                     |                                                                           |                                                                           |                                                                           | 1 (1)                                                                     |
| Казахстан                                                                 | Алмати                                                                    | 2 (1)                                                                     |                                                                           |                                                                           |                                                                           | 2 (1)                                                                     |
| Казахстан                                                                 | Караганда                                                                 |                                                                           | 1 (1)                                                                     |                                                                           |                                                                           | 1 (1)                                                                     |
| Киргизстан                                                                | Бішкек                                                                    | 1                                                                         |                                                                           |                                                                           |                                                                           | 1                                                                         |
| Молдова                                                                   | Бєльці                                                                    | 1 (1)                                                                     |                                                                           |                                                                           |                                                                           | 1 (1)                                                                     |
| Молдова                                                                   | Кишинів                                                                   | 1                                                                         |                                                                           |                                                                           |                                                                           | 1                                                                         |
| Молдова                                                                   | Тирасполь                                                                 | 1 (1)                                                                     |                                                                           |                                                                           |                                                                           | 1 (1)                                                                     |
| Росія                                                                     | Альметьєвськ                                                              | 1 (1)                                                                     |                                                                           |                                                                           |                                                                           | 1 (1)                                                                     |
| Росія                                                                     | Армавір                                                                   | 1                                                                         |                                                                           |                                                                           |                                                                           | 1                                                                         |
| Росія                                                                     | Архангельськ                                                              | 3 (3)                                                                     |                                                                           |                                                                           |                                                                           | 3 (3)                                                                     |
| Росія                                                                     | Астрахань                                                                 |                                                                           | 2                                                                         |                                                                           |                                                                           | 2                                                                         |
| Росія                                                                     | Брянськ                                                                   | 1                                                                         | 2                                                                         |                                                                           |                                                                           | 3                                                                         |
| Росія                                                                     | Волгоград                                                                 | 5                                                                         | 6 (1)                                                                     |                                                                           |                                                                           | 11 (1)                                                                    |
| Росія                                                                     | Вологда                                                                   | 1 (1)                                                                     |                                                                           |                                                                           |                                                                           | 1 (1)                                                                     |
| Росія                                                                     | Воронеж                                                                   | 2 (2)                                                                     | 2 (2)                                                                     |                                                                           |                                                                           | 4 (4)                                                                     |
| Росія                                                                     | Єкатеринбург                                                              | 1 (1)                                                                     |                                                                           |                                                                           |                                                                           | 1 (1)                                                                     |
| Росія                                                                     | Іваново                                                                   |                                                                           | 3 (1)                                                                     |                                                                           |                                                                           | 3 (1)                                                                     |
| Росія                                                                     | Іжевськ                                                                   | 1                                                                         |                                                                           |                                                                           |                                                                           | 1                                                                         |
| Росія                                                                     | Йошкар-Ола                                                                | 13 (12)                                                                   | 2                                                                         |                                                                           |                                                                           | 15 (12)                                                                   |
| Росія                                                                     | Казань                                                                    | 1                                                                         |                                                                           |                                                                           |                                                                           | 1                                                                         |
| Росія                                                                     | Кіров                                                                     |                                                                           | 2 (1)                                                                     |                                                                           |                                                                           | 2 (1)                                                                     |
| Росія                                                                     | Ковров                                                                    | 2                                                                         |                                                                           |                                                                           |                                                                           | 2                                                                         |
| Росія                                                                     | Кострома                                                                  | 1                                                                         |                                                                           |                                                                           |                                                                           | 1                                                                         |
| Росія                                                                     | Краснодар                                                                 | 1 (1)                                                                     | 1                                                                         |                                                                           |                                                                           | 2 (1)                                                                     |
| Росія                                                                     | Красноярськ                                                               | 1 (1)                                                                     | 1                                                                         |                                                                           |                                                                           | 2 (1)                                                                     |
| Росія                                                                     | Курськ                                                                    | 1                                                                         |                                                                           |                                                                           |                                                                           | 1                                                                         |
| Росія                                                                     | Москва                                                                    | 14 (2)                                                                    | 8 (2)                                                                     | 1                                                                         |                                                                           | 23 (4)                                                                    |
| Росія                                                                     | Нижній Новгород                                                           |                                                                           | 3                                                                         |                                                                           |                                                                           | 3                                                                         |
| Росія                                                                     | Омськ                                                                     |                                                                           | 1                                                                         |                                                                           |                                                                           | 1                                                                         |
| Росія                                                                     | Орел                                                                      | 3 (1)                                                                     | 2                                                                         |                                                                           |                                                                           | 5 (1)                                                                     |
| Росія                                                                     | Оренбург                                                                  |                                                                           | 1 (1)                                                                     |                                                                           |                                                                           | 1 (1)                                                                     |
| Росія                                                                     | Пенза                                                                     |                                                                           | 1 (1)                                                                     |                                                                           |                                                                           | 1 (1)                                                                     |
| Росія                                                                     | Перм                                                                      |                                                                           | 3                                                                         |                                                                           |                                                                           | 3                                                                         |
| Росія                                                                     | Петрозаводськ                                                             | 1 (1)                                                                     |                                                                           |                                                                           |                                                                           | 1 (1)                                                                     |
| Росія                                                                     | Ростов-на-Дону                                                            |                                                                           | 2 (1)                                                                     |                                                                           |                                                                           | 2 (1)                                                                     |
| Росія                                                                     | Рязань                                                                    |                                                                           | 2 (1)                                                                     |                                                                           |                                                                           | 2 (1)                                                                     |
| Росія                                                                     | Самара                                                                    | 2 (1)                                                                     | 1                                                                         |                                                                           |                                                                           | 3 (1)                                                                     |
| Росія                                                                     | Санкт-Петербург                                                           | 19 (8)                                                                    | 9 (3)                                                                     |                                                                           |                                                                           | 28 (11)                                                                   |
| Росія                                                                     | Саратов                                                                   | 7 (2)                                                                     | 1                                                                         |                                                                           |                                                                           | 8 (2)                                                                     |
| Росія                                                                     | Ставрополь                                                                | 1 (1)                                                                     | 1 (1)                                                                     |                                                                           |                                                                           | 2 (2)                                                                     |
| Росія                                                                     | Таганрог                                                                  |                                                                           | 1 (1)                                                                     |                                                                           |                                                                           | 1 (1)                                                                     |
| Росія                                                                     | Твер                                                                      | 1                                                                         | 2 (1)                                                                     |                                                                           |                                                                           | 3 (1)                                                                     |
| Росія                                                                     | Тольятті                                                                  | 5 (5)                                                                     |                                                                           |                                                                           |                                                                           | 5 (5)                                                                     |
| Росія                                                                     | Тула                                                                      | 1 (1)                                                                     |                                                                           |                                                                           |                                                                           | 1 (1)                                                                     |
| Росія                                                                     | Чебоксари                                                                 | 1                                                                         |                                                                           |                                                                           |                                                                           | 1                                                                         |
| Росія                                                                     | Челябінськ                                                                | 9 (2)                                                                     | 1 (1)                                                                     |                                                                           |                                                                           | 10 (3)                                                                    |
| Росія                                                                     | Ярославль                                                                 | 1                                                                         | 1                                                                         |                                                                           |                                                                           | 2                                                                         |
| Україна                                                                   | Алчевськ                                                                  | 1                                                                         |                                                                           |                                                                           |                                                                           | 1                                                                         |
| Україна                                                                   | Біла Церква                                                               | 4 (2)                                                                     |                                                                           |                                                                           |                                                                           | 4 (2)                                                                     |
| Україна                                                                   | Вінниця                                                                   | 2                                                                         | 5 (5)                                                                     |                                                                           | 1 (1)                                                                     | 8 (6)                                                                     |
| Україна                                                                   | Горлівка                                                                  | 1 (1)                                                                     |                                                                           |                                                                           |                                                                           | 1 (1)                                                                     |
| Україна                                                                   | Дніпропетровськ                                                           | 5                                                                         | 4 (1)                                                                     |                                                                           |                                                                           | 9 (1)                                                                     |
| Україна                                                                   | Донецьк                                                                   | 7 (2)                                                                     | 5 (1)                                                                     |                                                                           |                                                                           | 12 (3)                                                                    |
| Україна                                                                   | Житомир                                                                   | 2                                                                         |                                                                           |                                                                           |                                                                           | 2                                                                         |
| Україна                                                                   | Запоріжжя                                                                 | 3                                                                         | 2 (1)                                                                     |                                                                           |                                                                           | 5 (1)                                                                     |
| Україна                                                                   | Івано-Франківськ                                                          | 1                                                                         |                                                                           |                                                                           |                                                                           | 1                                                                         |
| Україна                                                                   | Київ                                                                      | 28 (28)                                                                   | 4 (2)                                                                     |                                                                           |                                                                           | 32 (30)                                                                   |
| Україна                                                                   | Кропивницький                                                             |                                                                           | 1 (1)                                                                     |                                                                           |                                                                           | 1 (1)                                                                     |
| Україна                                                                   | Краматорськ                                                               | 1                                                                         |                                                                           |                                                                           |                                                                           | 1                                                                         |
| Україна                                                                   | Кременчук                                                                 | 2                                                                         |                                                                           |                                                                           |                                                                           | 2                                                                         |
| Україна                                                                   | Кривий Ріг                                                                | 4                                                                         |                                                                           |                                                                           |                                                                           | 4                                                                         |
| Україна                                                                   | Крим                                                                      | 4 (3)                                                                     | 2 (1)                                                                     |                                                                           |                                                                           | 6 (4)                                                                     |
| Україна                                                                   | Луганськ                                                                  | 1                                                                         |                                                                           |                                                                           |                                                                           | 1                                                                         |
| Україна                                                                   | Луцьк                                                                     | 2 (2)                                                                     | 1 (1)                                                                     |                                                                           |                                                                           | 3 (3)                                                                     |
| Україна                                                                   | Львів                                                                     | 4 (2)                                                                     |                                                                           |                                                                           |                                                                           | 4 (2)                                                                     |
| Україна                                                                   | Макіївка                                                                  | 1                                                                         |                                                                           |                                                                           |                                                                           | 1                                                                         |
| Україна                                                                   | Маріуполь                                                                 | 2                                                                         | 1                                                                         |                                                                           |                                                                           | 3                                                                         |
| Україна                                                                   | Миколаїв                                                                  |                                                                           | 2 (1)                                                                     |                                                                           |                                                                           | 2 (1)                                                                     |
| Україна                                                                   | Одеса                                                                     | 2 (1)                                                                     | 2 (1)                                                                     | 3 (1)                                                                     | 2                                                                         | 9 (2)                                                                     |
| Україна                                                                   | Полтава                                                                   | 1                                                                         |                                                                           |                                                                           |                                                                           | 1                                                                         |
| Україна                                                                   | Рівне                                                                     | 1 (1)                                                                     |                                                                           |                                                                           |                                                                           | 1 (1)                                                                     |
| Україна                                                                   | Севастополь                                                               | 3 (3)                                                                     | 1 (1)                                                                     |                                                                           |                                                                           | 4 (4)                                                                     |
| Україна                                                                   | Сєвєродонецьк                                                             | 2 (1)                                                                     | 1 (1)                                                                     |                                                                           |                                                                           | 3 (2)                                                                     |
| Україна                                                                   | Суми                                                                      | 1(2)                                                                      | 1(1)                                                                      | 1(1)                                                                      |                                                                           | 1(5)                                                                      |
| Україна                                                                   | Тернопіль                                                                 | 1 (1)                                                                     | 2 (2)                                                                     |                                                                           |                                                                           | 3 (3)                                                                     |
| Україна                                                                   | Харків                                                                    | 5 (1)                                                                     |                                                                           |                                                                           |                                                                           | 5 (1)                                                                     |
| Україна                                                                   | Хмельницький                                                              | 1                                                                         |                                                                           | 1                                                                         |                                                                           | 2                                                                         |
| Україна                                                                   | Черкаси                                                                   | 2                                                                         |                                                                           | 1                                                                         |                                                                           | 3                                                                         |
| Україна                                                                   | Чернівці                                                                  | 1 (1)                                                                     | 1 (1)                                                                     |                                                                           |                                                                           | 2 (2)                                                                     |
| Україна                                                                   | Чернігів                                                                  | 4 (2)                                                                     | 1 (1)                                                                     |                                                                           |                                                                           | 5 (3)                                                                     |